# ウィッチブレイディオ
ウィッチブレイディオはテレビアニメ「ウィッチブレイド」に関連するインターネットラジオ番組。全26回+番外編1回。
(第26回については、後述)
番組の肩書きは「超絶アクションエンタテインメントラジオ番組」で、パーソナリティは、声優で天羽雅音役の能登麻美子と、同じく声優で天羽梨穂子役の神田朱未。

## 番組概要

### パーソナリティ
- 能登麻美子（天羽雅音 役）
- 神田朱未（天羽梨穂子 役）

### 配信曜日など
- 放送期間：2006年4月3日～2006年9月18日(全25回)
- 配信局：音泉・・・毎週月曜日
- スポンサー：GDH、GONZO、COSPA
- 第26回は、2006年11月7日「ウイッチブレイディオ」ラジオCD 02の発売記念として収録・配信された。
- 2008年2月8日、ウィッチブレイドのDVD-BOX発売記念として番外編「ウィッチブレイディオ リターンズ」が配信された。

### 主題歌
オープニングテーマ
『Spring Summer,Fall』（第10回配信より）
作詞：橋本由香利・山野裕子/作曲：橋本由香利/歌：雅音(能登麻美子)&梨穂子(神田朱未)

## コーナー
ふつおた
普通のお便りを紹介するコーナー
雅音の超絶記憶術!
能登麻美子が様々な暗記問題に挑戦するコーナー。リスナーから寄せられた文章を能登がその場で覚えて暗誦する。失敗すると、神田の演じる天羽梨穂子が大変なことになる。というコーナーだったが、あまりの失敗率の高さ故に、両手の指でも足りない人数の梨穂子が大変なことになってしまい、中盤以降、梨穂子の運命には諦めムードが漂っていた。
梨穂子のさしすせそ!
神田朱未が「料理の"さしすせそ"」（砂糖・塩・酢・醤油・味噌）のような様々な家事についての語呂合わせを教えるコーナー。
Witchblade Information!
アニメ『ウィッチブレイド』本編と番組に関する告知兼質問コーナー。アニメ本編のアシスタントプロデューサーであるGDHの「たまっちゅ」こと玉虫宏章が、コーナーのマスターとして参加。

## ゲスト
- 第19・20回 松風雅也(公開録音)
- 第24回 サイキックラバー

## CD
「ウイッチブレイディオ」ラジオCD 01
GCMD-0001 2006年8月26日発売
第1回～13回を収録
初回特典音声CDはコーナー担当を入れ替えた「雅音のさしすせそ!」「梨穂子の超絶記憶術!」を収録した特別番組。
「ウイッチブレイディオ」ラジオCD 02
GCMD-0006 2006年12月23日発売
第14回～最終回を収録
特典音声CDは神田朱未の実家の小料理屋「瑠璃」にて収録された『瑠璃ッチブレイディオ』。
ウィッチブレイディオリターンズ
ウィッチブレイドDVD-BOX（2008年3月26日発売）の特典CD。ゲスト：小山力也 （鷹山澪士 役）